# Tylerichthys
Tylerichthys è un genere di pesci ossei estinto, appartenente ai perciformi. Visse nell'Eocene medio (circa 49 - 45 milioni di anni fa) e i suoi resti fossili sono stati ritrovati in Italia, nel famoso giacimento di Bolca.

## Descrizione
Questo pesce era di medie dimensioni e poteva oltrepassare in alcuni casi i 25 centimetri di lunghezza. Possedeva un corpo di forma ovale, compresso lateralmente e dotato di una testa alta e profonda. Gli occhi erano piccoli e le fauci abbastanza ampie. La pinna dorsale era situata nella metà posteriore del corpo, ed era dotata di alcuni raggi appuntiti e forti nella parte anteriore e di numerosi raggi più sottili in quella posteriore. La pinna anale, più o meno opposta a quella dorsale, era a forma di nastro. La pinna caudale non era biforcuta ed era nettamente separata dal resto del corpo. 

## Classificazione
Tylerichthys è un membro degli Acanthuridae, un gruppo di pesci perciformi attualmente rappresentati dai ben noti pesci chirurgo. La specie tipo, Tylerichthys nuchalis, venne descritta per la prima volta da Louis Agassiz nel 1842 e inizialmente attribuita al genere Naso. Solo nel 1980 Blot ritenne opportuno attribuirla a un genere a sé stante, Tylerichthys. Un'altra specie, T. milani, venne descritta da Blot e Tyler nel 1990. Entrambe le specie provengono dal sito della Pesciara di Bolca, in provincia di Verona. 

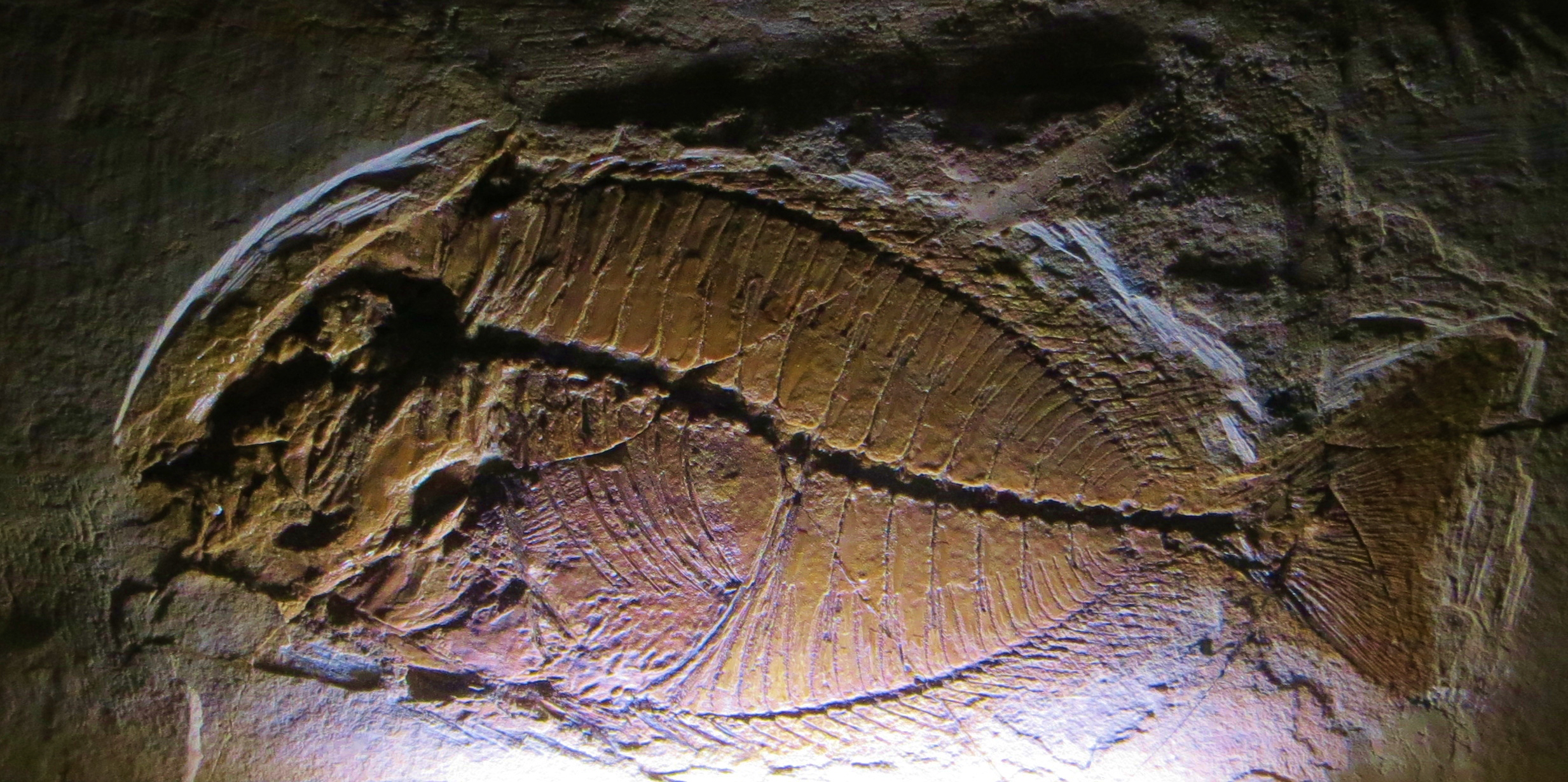
Fossile di Tylerichthys nuchalis

## Paleoecologia
Tylerichthys era un pesce che viveva in barriere coralline e probabilmente si nutriva parzialmente di organismi dal guscio duro e forse anche di piante acquatiche.